# Sidney, New York
Sidney är en kommun i Delaware County i delstaten New York, USA.